# Marc Crehuet
Marc Crehuet (Santander, 7 d'abril de 1978) és un guionista i director de cinema català. Salta a la fama amb la pel·lícula El rei borni, adaptació de la seva pròpia obra teatral del mateix nom, que escriu i dirigeix.

## Guardons

### Premis
- (2016) El rei borni: Millor llargmetratge al Festival Internacional de Cinema en Català.